# Aspergillus erythrocephalus
Aspergillus erythrocephalus är en svampart som beskrevs av Berk. & M.A. Curtis 1868. Aspergillus erythrocephalus ingår i släktet Aspergillus och familjen Trichocomaceae.   Inga underarter finns listade i Catalogue of Life.